# Pavel Dan

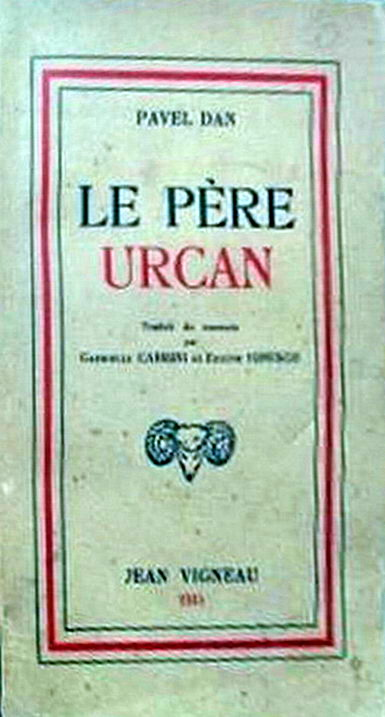

Pavel Dan (Clapa, 3 de septiembre de 1907 — Cluj, 2 de agosto de 1937) fue un escritor rumano.

## Biografía
Pavel Dan, autor rumano nacido en el seno de una familia de campesinos transilvanos en Tritiu (actualmente, Tritenii de Jos dentro de la provincia de Cluj) perteneciente al periodo denominado interbélico, tiene una producción corta pero intensa. Desde muy joven colabora en revistas literarias y pronto recibe un premio. De precaria salud, ya profesor de instituto y postrado en la cama de un hospital oncológico, revisa una antología de relatos que acabó siendo póstuma. Su obra Urcan Bătrânul (Urcan el Viejo) está integrada por cuatro cuentos largos o novelas cortas interrelacionadas entre sí para seguir los avatares de la familia de Urcan, auténtica saga en la que se mezclan las costumbres transilvanas con mitos y leyendas en un ambiente dominado por la fuerza de la naturaleza, Pavel Dan realiza con esta obra un fresco que trasciende la propia experiencia biográfica de que se nutre, epígono del realismo con incursiones en la magia y la superstición. Es su volumen póstumo al cuidado del crítico Ion Chinezu.
La novela fue traducida por Eugene Ionesco al francés, quien dejó constancia de su alta estima diciendo que era «una obra inconfundible, de raíz moderna y respiración mítica y fantástica». Ha sido traducida también al inglés, al alemán, al ruso, al húngaro y, recientemente (2009), al español.
En 1974 ve la luz su Diario (en rumano: Jurnal), edición al cuidado de su hijo, a partir de los textos que el autor le había confiado, antes de su muerte, al crítico Ion Chinezu. Inicialmente extraviados - debido, al parecer, a las vicisitudes de la guerra - los textos aparecen en 1966, en el archivo existente en el desván de la casa del crítico y director de la revista Gând românesc ('Pensamiento rumano').
Para algunos críticos esta obra crepuscular poco conocida, originalísima, pone fin al impresionante ciclo de evolución en la prosa rumana que culmina en la década de 1950 al incorporar las principales experiencias literarias, del costumbrismo a las vanguardias. Observador de todo lo extraño, en cierto modo equiparable a Max Blecher, la enfermedad incurable que sufre Pavel Dan le lleva a seleccionar una realidad negra como material de escritura, ilustrando una compleja legión de personajes intratables que se expresan con un lenguaje árido y gesto violento. Tan duro y enigmático como el paisaje en que se desarrolla la trama, epicentro de una obra que, en palabras del gran escritor Mihail Sebastian, «tal vez acabe redimiendo tardíamente, a través de un destino literario feliz, la estremecedora muerte del escritor».

## Obras
- Urcan Bătrânul (Urcan el Viejo)
- Iobagii (Los siervos)
- Jurnal (Diario)

## Obras traducidas al español
- Cuentos transilvanos, ISBN 978-84-936744-2-7, editado por El Nadir ediciones Archivado el 5 de octubre de 2010 en Wayback Machine., 2009.

- Datos: Q9057126
- Multimedia: Pavel Dan / Q9057126